# Mega Man Star Force 2
Mega Man Star Force 2, conhecido no Japão como Ryuusei no Rockman 2, é a continuação do jogo Mega Man Star Force, desenvolvido para a plataforma portátil Nintendo DS, o jogo se passa dois meses após o final de Mega Man Star Force.
O jogo foi lançado em duas versões: Mega Man Star Force 2: Zerker x Saurian (Ryuusei no Rockman 2: Berserk x Dinosaur) e Mega Man Star Force 2: Zerker x Ninja (Ryuusei no Rockman 2: Berserk x Shinobi), ao todo são três subversões em duas versões híbridas: Berserk (Zerker), Dinosaur (Saurian) e Shinobi (Ninja).

## Recepção
As duas versões do Mega Man Star Force 2 foram o oitavo e nono videogames mais vendidos no Japão durante sua semana de lançamento, cada um vendendo 37.000 unidades.